# 栄立寺 (富士市)
栄立寺（えいりゅうじ）は、静岡県富士市平垣本町にある日蓮宗の寺院。山号は妙雲山。旧本山は富士市の実相寺、達師法縁(繁珠会)。
富士市には実相寺の外、本照寺、本光寺、実円寺、円妙寺、園林寺、長慶寺、妙福寺、安立寺、蓮心寺、玄龍寺、立光寺等がある。

## 歴史
實相寺の寺院御改書帳によれば天正年間（1573年－1591年）以来の創建という。開山は妙雲院日賢（総本山身延山久遠寺18世）。山号の妙雲山は日賢の院号による。

## 境内
- 本堂

## 歴代
- 妙雲院日賢　文禄元年（1592年）に身延山に入寺し栄立寺を布教拠点として慶長4年（1599年）に没している。